# 第一米涅尔瓦军团
第一米涅尔瓦军团（英語：Legio I Minervia），古罗马军队建制名称。公元82年，为进行日耳曼部落战争，羅馬皇帝图密善建立該軍團。軍團綽號米涅尔瓦來自軍團的保護女神米涅尔瓦。直至公元4世纪前后，仍有紀錄顯示米涅尔瓦军团在下日耳曼尼亚活動。353年，法蘭克人摧毀波恩。